# Колычев, Сергей Валерьевич
Сергей Валерьевич Колычев (28 сентября 1988 года, Москва) — российский футболист, защитник.

## Биография
На профессиональном уровне начинал карьеру в составе столичной «Ники». После нее ему удалось попасть в смоленский «Днепр». Позднее защитник вместе с «Лучом-Энергией» в сезоне 2012/13 добился повышения в классе и прошел в ФНЛ. Всего в подэлитном первенстве Колычев провел три сезона. В 2015 году, после своего возвращения во владивостокскую команду, он подробно рассказывал о финансовых трудностях клуба и критиковал его руководство.. Помимо «Луча» защитник играл в ФНЛ за «Ротор».
Летом 2018 года перешел в армянский «Пюник». За новую команду дебютировал в рамках розыгрыша Лиги Европы в домашнем поединке с израильским «Маккаби» из Тель-Авив (0:0).
Играл на любительском уровне. С 2022 года — в команде второй российской лиги «Балашиха».

## Достижения
- Победитель зоны «Восток» Второго дивизиона (2): 2012/13, 2013/14.